# Camonea
Camonea je rod slakovki smješten u tribus Merremieae , dio potporodice  Convolvuloideae. Sastoji se od 5 vrsta rasprostranjenih po suptropskim i tropskim krajevima Azije, Srednje i Južne Amerike, Afrike i Australije. 
Rod je opisan u Flora Telluriana 4: 82. 1836[1838].

## Vrste
1. Camonea bambusetorum (Kerr) A.R.Simões & Staples
2. Camonea kingii (Prain) A.R.Simões & Staples
3. Camonea pilosa (Houtt.) A.R.Simões & Staples
4. Camonea umbellata (L.) A.R.Simões & Staples
5. Camonea vitifolia (Burm.f.) A.R.Simões & Staples